# 로베르트 스코우
로베르트 스코우(덴마크어: Robert Skov, 1996년 5월 20일 ~ )는 덴마크의 축구 선수로 현재 독일 분데스리가의 우니온 베를린에서 활약 중이다.